# Anaspella clavifera
Anaspella clavifera es una especie de coleóptero de la familia Scraptiidae.

## Distribución geográfica
Habita en Egipto  y en Israel.